# Abdel Latif Moubarak
Abdel Latif Moubarak (arabisch عبد اللطيف مبارك;, geboren 30. Oktober 1964 in Sues) ist ein ägyptischer Dichter.

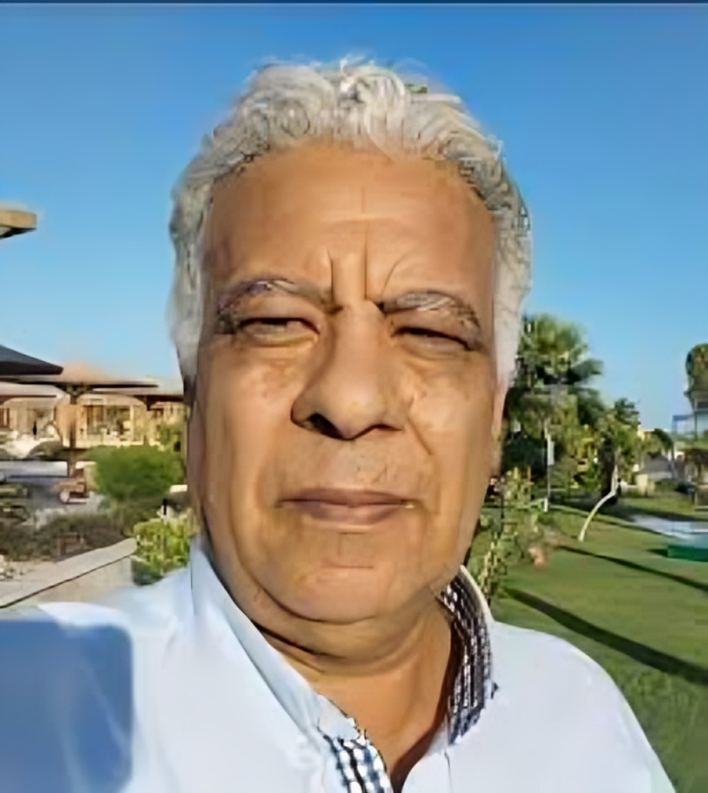
Abdel latif Moubarak

## Leben
Abdel Latif Moubarak schreibt Gedichte sowohl in klassischer arabischer Sprache als auch in ägyptischer Umgangssprache. Moubarak erlangte seinen Bachelor-Abschluss in Jura an der Ain-Shams-Universität.
Moubarak wird als einer der bedeutendsten Dichter der 1980er Jahre angesehen und hat Gedichte in verschiedenen Literaturzeitschriften in Ägypten und der arabischen Welt veröffentlicht, darunter al-Ahram. Besonders bekannt wurde er für seine Lieder, die er während der Revolution in Ägypten im Jahr 2011 verfasste.
Abdel Latif Moubaraks Gedichte spiegeln sowohl die Traditionen der klassischen arabischen Dichtung als auch die aktuellen gesellschaftlichen und politischen Ereignisse wider. Durch seine Teilnahme an der Revolution von 2011 und seine engagierte Stimme ist er nicht nur als Dichter, sondern auch politischer Aktivist.
Moubarak erhielt in den Jahren 2014 und 2021 den Shield of Excellence and Creativity der Arab Media Union für seine bedeutenden Beiträge zur arabischen Literatur und seine künstlerische Kreativität.

## Veröffentlichungen
- 1994: أحاسيس وأصداء (Gefühle und Echos), ägyptisch
- 1996: العزف على هدير المدافع (Musik für den Klang des Krieges), ägyptisch
- 1997: همسات البحر (Meer flüstert), ägyptisch
- 2001: قراءة ثانية للجسد (Eine zweite Lesung des Körpers), ägyptisch
- 2007: نوبة-عطش نوبة عطش (Ein Durstgefühl), ägyptisch
- 2015: بتجرب تانى تموت (versuche wieder zu sterben), ägyptisch
- 2018: قبس من جمر (Ein Haufen Glut), ägyptisch